# Теодор Освештани
Преподобни Теодор Освештани или Освећени је хришћански светитељ. Био је ученик Светог Пахомија. Према веровању, био је рођен и одрастао као неверник, али као младић поверовао је у Христа и крстио се. Када је чуо за Светог Пахомија, дошао је код њега у манастир тајно од својих родитеља. Свети Пахомије га је замонашио и заволео због његове необичне ревности и послушности. Кад му је дошла мајка да га зове натраг кући, он се није хтео ни јавити мајци, него се молио Богу за њу, да би и њу Бог просветио истином. И заиста, мајка је, видевши недалеко женски манастир, којим је управљала сестра Пахомијева, ступила у њега и замонашила се. После извесног времена дошао је у манастир и брат Теодоров, Пафнутије, те се и он замонашио. Једном је епископ града Панопоља позвао светог Пахомија, да му устроји манастир за многе који су желели монашки живот. Пахомије је узео са собом Теодора, и предадо му дужност око устројења манастира. По смрти светог Пахомија Теодор је постао игуманом свих Пахомијевих манастира, и до дубоке старости поживео је као игуман. Преминуо је 368. године.
Српска православна црква слави га 16. маја по црквеном, а 29. маја по грегоријанском календару.